# Paladin Press
Paladin Press — американское издательство, основанное в 1970 году Педером Лундом и Робертом Брауном.
Публиковало научно-популярные книги и видеоролики, охватывающие широкий круг специальных тем.

## История
Первоначально созданное Лундом и Брауном издательство называлось Panther Publications. Их первая книга «150 Questions for a Guerrilla» была написана генералом Альбертом Байо, испанским революционером кубинского происхождения, который был инструктором отряда Фиделя Кастро и Че Гевары во время подготовки революции на Кубе. Эта работа задала тон вновь созданному издательству: оно будет первым, кто будет печатать книги на спорные или запрещённые темы.
С 1970 по 1974 год компания пополняла свой ассортимент книг основном за счёт переиздания правительственных военных руководств, ранее доступных для публики только путем покупки украденных копий. В 1974 году Лунд и Браун разделились во мнениях относительно того, в каком направлении должна двигаться компания. Лунд хотел расширить охват издающихся книжных тем, а Браун хотел создать журнал. Лунд выкупил долю Брауна в Panther Publications; Браун основал в 1975 году журнал Soldier of Fortune.
Издательство Лунда продолжило работать под названием Paladin Press и продолжало публиковать работы различных известных деятелей в области огнестрельного оружия, боевых искусств, самообороны, конфиденциальности, личной свободы и выживания. В их числе были: Джон Пластер, Келли Макканн, Джим Арванитис, Джефф Купер, Рекс Эпплгейт, Уильям Фэйрберн, Барри Рейд, Адам Старчайлд и Рагнар Бенсон.
В 1983 году издательство опубликовало неоднозначную книгу «Киллер: Техническое руководство для независимых подрядчиков» под псевдонимом автора — Рекс Ферал. На Paladin Press подали в суд семьи жертв: по их мнению, убийца использовал эту книгу в качестве ориентира как минимум в трёх случаях убийства членов их семей в 1993 году. В 2000 году на издательство снова подали в суд из-за этой книги, после чего Педер Лунд прекратил её публикацию.
Весной 2006 года Paladin Press объявило о приобретении прав на переиздание 40 книг, ранее изданных Loompanics Unlimited, включая произведения Клэр Вульф и других популярных либертарианских писателей. Затем Педер Лунд переиздал классические боевые книги, а также труднодоступные книги по рукопашному бою, огнестрельному оружию, боевой стрельбе, боевым искусствам, навыкам выживания и самообороне.
3 июня 2017 Лунд внезапно скончался во время отпуска в Финляндии. В 2018 году издательство Paladin Press было закрыто — новые заказы не принимались, а существующие выполнялись до 31 января 2018 года.